# 키아라 오렐리아
키아라 오렐리아(Chiara Aurelia, 2002년 9월 13일 ~ )는 미국의 배우이다. 영화제럴드의 게임(2017)과 트라우마(2018)에서 배우로서의 경력을 시작했다. 그녀는 프리폼 십대 드라마 잔인한 여름(2021)에서 지넷 터너 역으로 출연했다.

## 출연작 목록
- CSI: 과학수사대 (2014)
- 프리티 리틀 라이어스 (2014)
- 에이전트 카터 (2015)
- 니키, 리키, 디키 & 던 (2015)
- 예측 가능 (2015)
- 위아 유어 프렌즈 (2015)
- 빅스카이 (2015)
- 복구 도로 (2016)
- 시크릿 썸머 (2016)
- 제럴드의 게임 (2017)
- 용기 (2018)
- 트라우마 (2018)
- 당신의 비밀을 말해주세요 (2021)
- 잔인한 여름 (2021)
- 피어 스트리트 파트 2: 1978 (2021)
- 살아있는 가장 운이 좋은 소녀 (2022)
- 럭키스트 걸 얼라이브 (2022) - 애니 파넬리 역 (밀라 쿠니스 아역)